# La flor de la vida (documental)
La flor de la vida es un documental uruguayo de 2017 dirigido por Claudia Abend y Adriana Loeff. El documental narra la vida de un matrimonio de cinco décadas conformado por Aldo Macor, un inmigrante italiano, y su esposa Gabriella Pelissero.
La película se proyectó en varios festivales de cine internacionales y ganó el premio del público del Festival de Málaga y el premio especial del jurado en el Festival É Tudo Verdade de Brasil. Se estrenó en el DocMontevideo el 20 de julio de 2017 y llegó a los cines uruguayos el 2 de agosto de 2018.

## Producción
La realización de la película se desarrolló durante un periodo de siete años. Los protagonistas fueron encontrados mediante un aviso que buscaba personas de más de ochenta años de edad dispuestas a contar su historia. Después de entrevistar a algunos de ellos en un escenario del Auditorio del SODRE, las directoras seleccionaron a Aldo Macor y su esposa Gabriella Pelissero. Además de entrevistas, las realizadoras utilizaron cintas de video filmadas por la pareja durante sus 48 años de casados. La producción también incluyó la participación de figuras conocidas del ámbito uruguayo como Cristina Morán, Mario Handler, Ferruccio Musitelli o Linda Kohen.

## Recepción
Escribiendo para el diario El Observador, Emanuel Bremermann afirmó que las directoras «muestran que hay más amor después del amor, y también que hay un sector de la sociedad —enorme y a veces olvidado— que todavía tiene muchas historias que contar. Y que, la mayoría de las veces, es necesario prestarles un oído y escucharlos por un rato, porque es posible que detrás de los ojos cansados y las marcas del tiempo se esconden personajes tan fascinantes como los de esta película».
Diego Faraone del semanario Brecha destacó a Aldo Macor como un «personaje perfecto para el documental» y agregó que «La flor de la vida promueve, gracias a una notable conexión con los entrevistados, a una laboriosa recopilación de relatos diversos, divergentes y a menudo contradictorios, y a un inteligente trabajo de composición y montaje, un sinfín de reflexiones profundas en torno a la vejez, el amor y la soledad». La revista Time Out escribió que se trataba de «un documental sincero, divertido y lleno de ironía sobre el amor, el tiempo y la revisión de la vida». El documental fue seleccionado por Gonzalo Palermo Marsiglia de El Espectador como la mejor realización uruguaya del año.